# Pic Parsons
Pour les articles homonymes, voir Parsons.
Le pic Parsons (en anglais : Parsons Peak) est un sommet de la Sierra Nevada, aux États-Unis. Il culmine à 3 702 mètres d'altitude à la frontière entre le comté de Madera et le comté de Tuolumne, en Californie. Son sommet se trouve en outre à peu de distance de la limite du comté de Mariposa, duquel ses pentes sont le point culminant. Il relève de la Yosemite Wilderness, dans le parc national de Yosemite.